# 北條春夫
北條 春夫（ほうじょう はるお、1951年2月 - ） は、日本の機械工学者。東京工業大学名誉教授。元日本機械学会副会長。

## 人物・経歴
1969年東京教育大学附属高等学校（現筑波大学附属高等学校）卒業。1974年東京工業大学工学部機械物理工学科卒業。1976年東京工業大学大学院総合理工学研究科精密機械システム専攻修士課程修了、東京工業大学助手。1983年日本機械学会賞論文賞受賞。1985年手島記念研究賞研究論文賞受賞。1991年東京工業大学助教授、東京工業大学工学博士。1996年東京工業大学教授。2000年日本機械学会賞論文賞受賞。2006年The Institution of Mechanical Engineers 2005 PE Publishing Award受賞。2008年日本機械学会機素潤滑設計部門長。2014年日本機械学会副会長。2016年定年退職、東京工業大学名誉教授、東京工業大学研究・産学連携本部特任教授。